# Stubenmusik
Stubenmusik (bairisch Stub'nmusi) ist ein im Alpenraum sehr häufig verwendeter Begriff für kleine, konzertante Volksmusikbesetzungen.

## Geschichte
In einem Standardwerk der alpenländischen Volksmusik heißt es: „Oft führt die Lust am Musizieren bloß zwei Spieler oder auch Spielerinnen zusammen: in der ungünstigen Jahreszeit am Sonntagnachmittag in der Stube, an schönen Tagen abends vor dem Hause oder oben auf der Alm. Da überwiegt der Gebrauch von zwei gleichen Instrumenten: Geigen, Seitenpfeifen, von Flügelhörnern und Okarinas.“ (Karl M. Klier, 1956).
Dies ist aber noch nicht Stubenmusik im engeren Sinn. Als deren Erfinder gilt der Salzburger Musikant Tobi Reiser. (Allerdings hat schon Wastl Fanderl seit ca. 1930 mit seiner „Stelzenberger Hausmusik“ in ähnlicher Weise musiziert.) Die Stubenmusik entspricht Reisers Vorstellungen aus den 1950er Jahren. Obwohl dieser Stil eine völlig neue Entwicklung darstellt, wird er heute, keine sechzig Jahre nach seiner Entstehung, oft für die ursprünglichste Art der Alpenländischen Volksmusik gehalten.

## Besetzung
Die ursprüngliche Besetzung des 1953 gegründeten  „Tobi Reiser Quintett“ besteht ausschließlich aus  Saiteninstrumenten:  Zither, Gitarre, Harfe, Kontrabass und das von Reiser entwickelte chromatische Salzburger Hackbrett. Drei davon sind reine Zupfinstrumente, der Kontrabass wurde bei Reiser ebenfalls gezupft und nicht gestrichen. Dies wurde zum Vorbild vieler Volksmusikgruppen in Österreich und Bayern.
Neu daran war nicht nur die ausschließliche Verwendung von Saiteninstrumenten, neu war auch die Melodieführung durch das Hackbrett, sowie das Melodiespiel auf Gitarren. Beide Instrumente wurden in der alpenländischen Volksmusik vor Reiser praktisch ausschließlich als Begleitinstrumente eingesetzt.

## Spielweise
Bedingt durch die Instrumentierung und das im Namen steckende Ziel, Musizieren in der Stube, in kleineren Räumen, wird eher leise gespielt, konzertant, als Gegensatz zur älteren Tanzmusik, die ja laut spielen musste, um den Geräuschpegel der Tanzenden zu übertönen.
Heute werden in der Stubenmusik auch andere Instrumente verwendet, wie Steirische Harmonika, Akkordeon, Geigen. Diese ordnen sich aber dem konzertanten, eher leisen Gesamtklang unter.

## Gruppen
Seit den 1960er Jahren wird der Begriff Stubenmusik oder ähnlich klingende Mundartausdrücke gerne als Teil des Gruppennamens einschlägiger Ensembles verwendet, indem man ihm eine geographische Bezeichnung oder seltener einen Familiennamen voranstellt, also z. B. „Leitzachtaler Stub'nmusi“ usw.